# Jhegson Méndez
Jhegson Sebastián „Sebas” Méndez Carabalí (Mira, 1997. április 26. –) ecuadori válogatott labdarúgó, a brazil São Paulo középpályása.

## Pályafutása

### Klubcsapatokban
Méndez az ecuadori Mira városában született. Az ifjúsági pályafutását a Norte América csapatában kezdte, majd az Independiente del Valle akadémiájánál folytatta.
2015-ben mutatkozott be az Independiente del Valle felnőtt keretében. A 2015–16-os szezon első felében a spanyol Cultural Leonesa csapatát erősítette kölcsönben. 2019-ben az észak-amerikai első osztályban szereplő Orlando City szerződtette. 2022. július 19-én a Los Angeleshez igazolt. 2022. július 24-én, a Sporting Kansas City ellen 2–0-ra megnyert bajnokin debütált. 2023. január 9-én hároméves szerződést kötött a brazil São Paulo együttesével.

### A válogatottban
Méndez az U17-es és az U20-as korosztályú válogatottakban is képviselte Ecuadort.
2018-ban debütált a felnőtt válogatottban. Először a 2018. szeptember 12-ei, Guatemala ellen 2–0-ra megnyert mérkőzésen lépett pályára.

## Statisztikák
2023. június 2. szerint
| Klub         | Szezon   | Osztály             | Bajnokság | Bajnokság | Kupa  | Kupa | Nemzetközi | Nemzetközi | Összesen | Összesen |
| Klub         | Szezon   | Osztály             | Meccs     | Gól       | Meccs | Gól  | Meccs      | Gól        | Meccs    | Gól      |
| ------------ | -------- | ------------------- | --------- | --------- | ----- | ---- | ---------- | ---------- | -------- | -------- |
| Orlando City | 2019     | MLS                 | 23        | 0         | 2     | 0    | —          | —          | 25       | 0        |
| Orlando City | 2020     | MLS                 | 23        | 0         | 0     | 0    | —          | —          | 23       | 0        |
| Orlando City | 2021     | MLS                 | 18        | 1         | 0     | 0    | —          | —          | 18       | 1        |
| Orlando City | 2022     | MLS                 | 13        | 0         | 4     | 0    | —          | —          | 17       | 0        |
| Orlando City | Összesen | Összesen            | 77        | 1         | 6     | 0    | 0          | 0          | 83       | 1        |
| Los Angeles  | 2022     | MLS                 | 11        | 0         | 0     | 0    | 1          | 0          | 12       | 0        |
| São Paulo    | 2023     | Campeonato Paulista | 13        | 0         | 2     | 0    | 1          | 0          | 16       | 0        |
| Összesen     | Összesen | Összesen            | 101       | 1         | 8     | 0    | 2          | 0          | 111      | 1        |

### A válogatottban
| Válogatott | Év       | Pályára lépés | Gól |
| ---------- | -------- | ------------- | --- |
| Ecuador    | 2018     | 5             | 0   |
| Ecuador    | 2019     | 10            | 0   |
| Ecuador    | 2020     | 1             | 0   |
| Ecuador    | 2021     | 9             | 0   |
| Ecuador    | 2022     | 8             | 0   |
| Ecuador    | 2023     | 2             | 0   |
| Összesen   | Összesen | 35            | 0   |

## Sikerei, díjai
Los Angeles
- MLS
  - Bajnok (1): 2022